# Giuliana Salceová
Giuliana Salceová (* 16. června 1955, Řím) je bývalá italská atletka, jejíž specializací byla sportovní chůze.
Největších úspěchů dosáhla na halových šampionátech. Na světových halových hrách v roce 1985 zvítězila v závodě v chůzi na 3000 metrů. V roce 1987 získala stříbrnou medaili v této disciplíně na evropském i světovém halovém šampionátu. Její osobní rekord na 3000 metrů 12:31,57 pochází z roku 1985.